# Luhanske, Rozivka
Luhanske (în ucraineană Луганське) este un sat în așezarea urbană Rozivka din raionul Rozivka, regiunea Zaporijjea, Ucraina.

## Demografie
Componența lingvistică a localității Luhanske
     Ucraineană (77,41%)
     Rusă (21,34%)
     Alte limbi (0,84%)
Conform recensământului din 2001, majoritatea populației localității Luhanske era vorbitoare de ucraineană (77,41%), existând în minoritate și vorbitori de rusă (21,34%).